# Silkeborgsøerne
Silkeborgsøerne er ikke et officielt, men meget brugt navn for søerne omkring Silkeborg. I første række menes de søer som Hjejlen og de andre rutebåde til Himmelbjerget sejler på: Brassø, Borresø og Julsø, og småsøerne omkring disse: Slåensø og Avnsø (Brillerne). Også de øvrige søer rundt om Silkeborg regnes til Silkeborgsøerne: Vejlsø, Almindsø, Ørnsø og Silkeborg Langsø.